# Rockstar India
Rockstar Interactive India LLP, conosciuta come Rockstar India, è un'azienda indiana che si occupa di sviluppo di animazioni e produzione di videogiochi. È una sussidiaria di Rockstar Games.
Lo studio lavora in congiunzione con la Rockstar Dedicated Unit (RDU) presso Technicolor India, sussidiaria indiana di Technicolor.